# Lagune de Gialova
La lagune de Ialova, Gialova ou Divari, est une lagune située en Messénie et à l'extrême sud-ouest du Péloponnèse, à 8 km au nord de Pylos, au sud-ouest de la Grèce continentale. Faisant partie du réseau Natura 2000 et classé comme lieu d'une beauté naturelle remarquable, son étang constitue une réserve ornithologique d'importance exceptionnelle en Europe pour les oiseaux migrant entre les Balkans et l'Afrique, et offre un refuge à environ 270 espèces d'oiseaux, comme les flamants roses, les ibis falcinelles, les hérons striés et cendrés, les grandes aigrettes, les aigrettes garzettes, les courlis, les pluviers dorés, les échasses blanches, les cormorans, les martins-pêcheurs, les combattants variés, les sarcelles d'été, mais aussi les goélands et les rapaces (faucons crécerellettes, balbuzards pêcheurs, faucons pèlerins et aigles impériaux).

## Écologie
Avec la baie de Voïdokiliá, elle constitue une zone protégée de grand intérêt naturel et culturel, couvrant une surface d'environ 2.400 hectares. Ses eaux sont salées, sa profondeur n'excède pas un mètre et se développent des douzaines de petits habitats :  dunes de sable avec tamarix, marais, bosquets de cèdres, prés salés, plages de sable et cordons fluviaux.
La lagune de Gialova est un abri recherché par les oiseaux migrateurs, que font leur premier arrêt ici dans leur voyage depuis l'Afrique jusqu'au nord de l'Europe. Beaucoup de mammifères, reptiles, amphibiens et poissons y vivent, principalement le caméléon africain, une espèce en danger d'extinction. Cette espèce est arrivée ici à l'époque romaine, et se trouve dans autres endroits de Méditerranée, où a prévalu la Pax Romana, spécialement dans la péninsule ibérique, Malte et Chypre.
Toute la zone, avec la baie de Navarin et l'île de Sphactérie, fait partie du Réseau Natura 2000.

Vue de la lagune de Gialova et de la plage de Voïdokiliá depuis le château du Vieux-Navarin

## Site archéologique
Également, la zone a été déclarée zone de protection archéologique, puisqu'elle abrite des sites d'intérêt archéologique, comme la tombe de Thrasymédès à Voïdokiliá, les ruines de l'ancien Pylos à Koryfasio, le Paliokastro ou château du Vieux-Navarin, et la grotte de Nestor. 

## Galerie

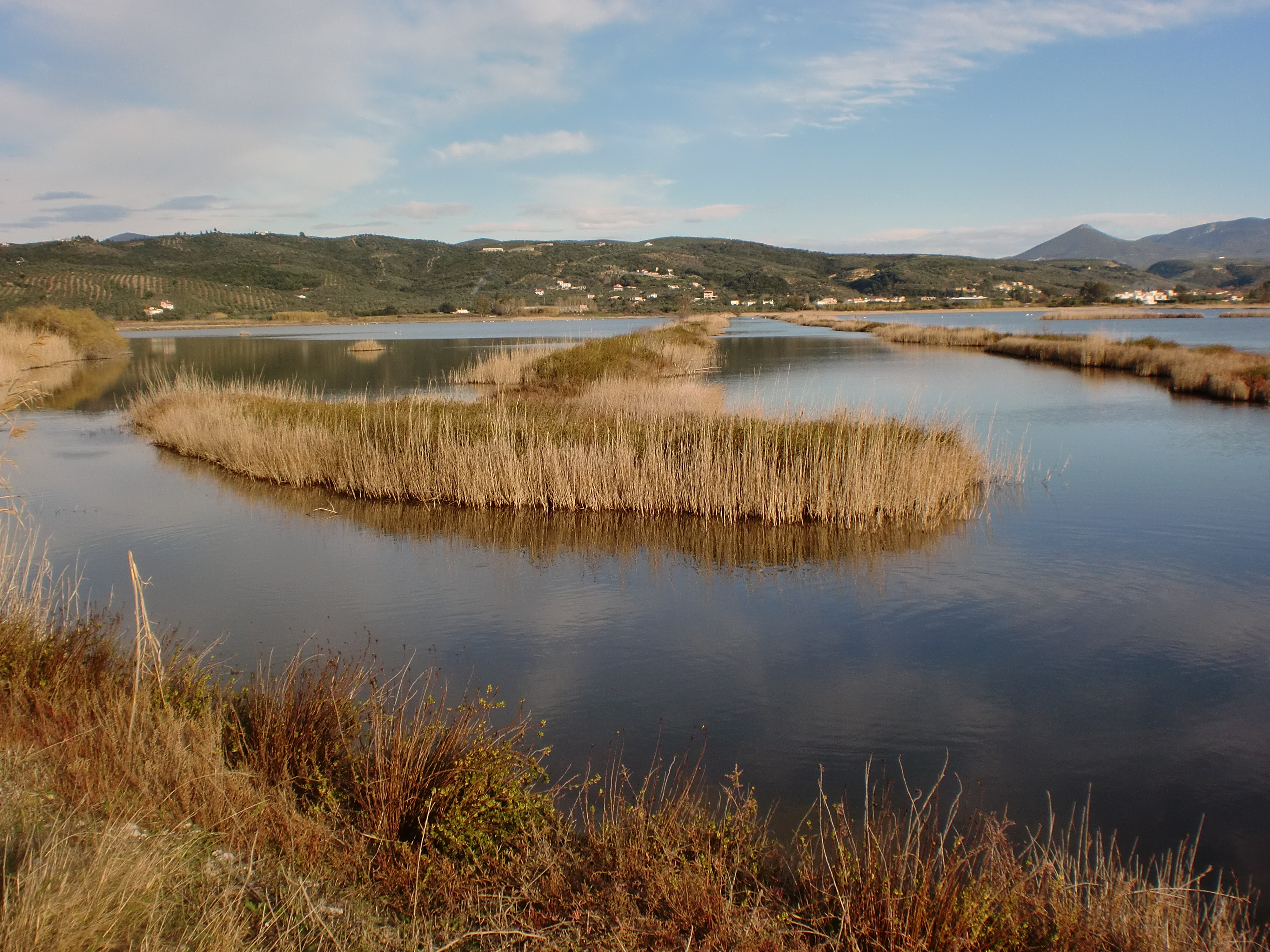
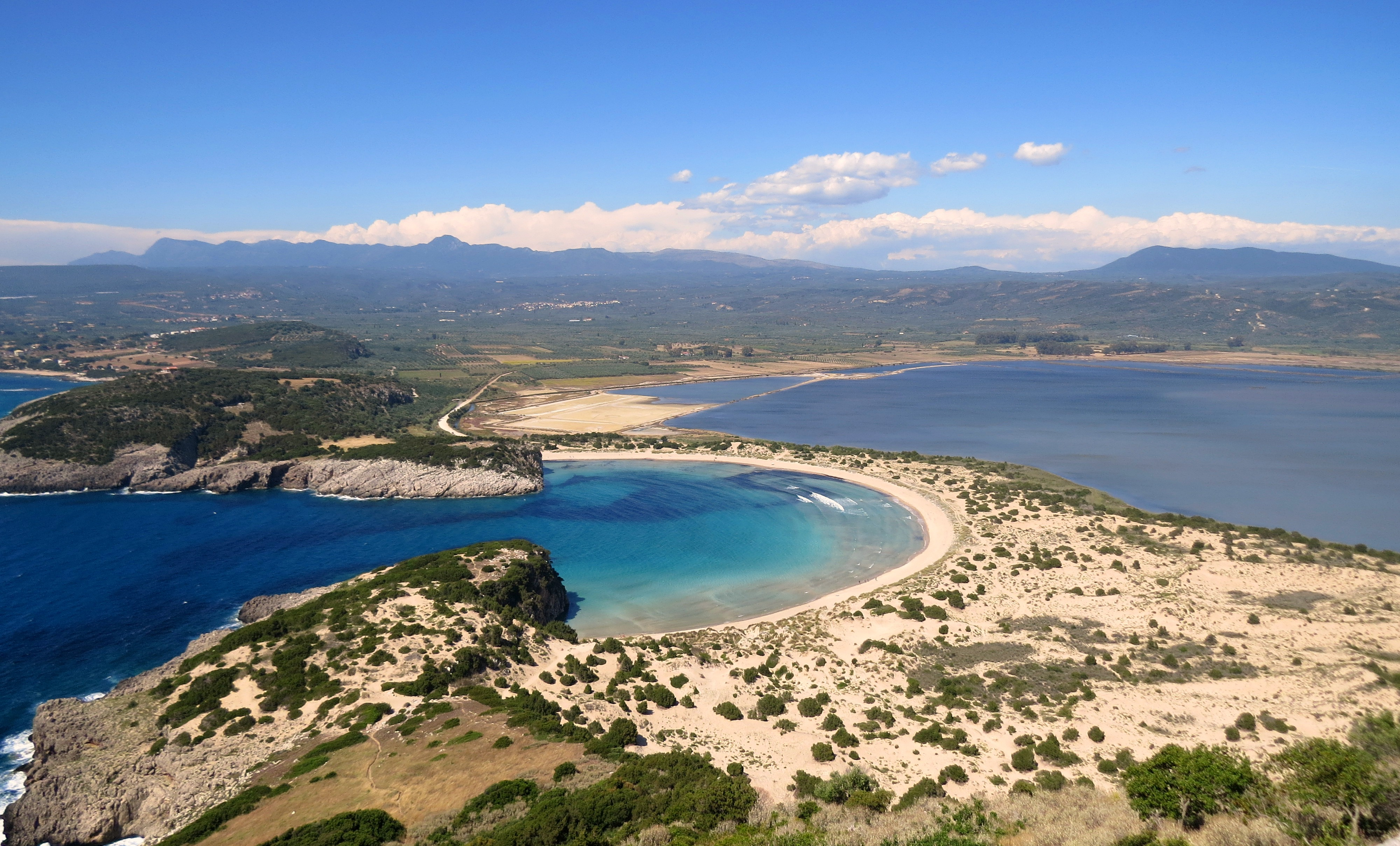
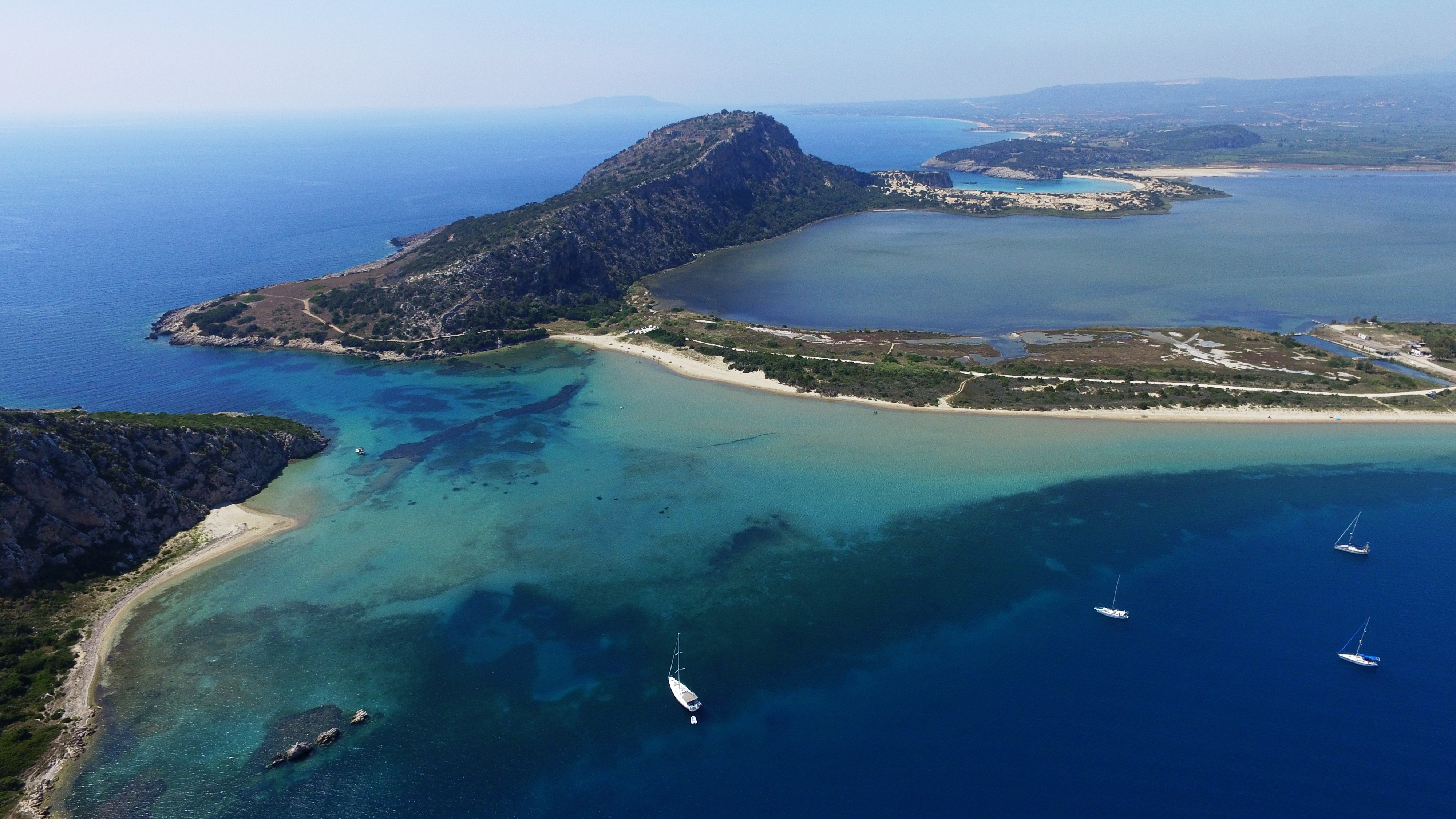